# Acordurile de la Helsinki
Acordurile de la Helsinki (Actul Final de la Helsinki sau Declarația de la Helsinki) au fost semnate la 1 august 1975 la Helsinki (Finlanda) de 35 de state, între care cele două mari puteri (Uniunea Sovietică și Statele Unite ale Americii), Canada și toate celelalte state europene, cu excepția Albaniei și Andorrei.
Aceste text (care nu este un tratat în sensul juridic al termenului) a marcat sfârșitul Conferinței pentru Securitatea și Cooperarea în Europa (CSCE). A fost o tentativă de îmbunătățire a relațiilor dintre statele europene din blocul comunist și Occident.

## Articole
Declarația asupra principiilor care acționează în relațiile dintre statele participante (cunoscută și sub denumirea de Decalogul) a enumerat următoarele 10 puncte:
1. Respectarea drepturilor inerente ale suveranității
2. Nerecurgerea la amenințarea sau la folosirea forței
3. Inviolabilitatea frontierelor
4. Integritatea teritorială a statelor
5. Reglementarea pașnică a diferendelor
6. Neintervenția în afacerile interne
7. Respectarea drepturilor omului și a libertăților fundamentale
8. Egalitatea în drepturi a popoarelor și dreptul popoarelor de a dispune de ele însele
9. Cooperarea între state
10. Îndeplinirea cu bună credința a obligațiilor asumate conform dreptului internațional

Pentru supravegherea acestor Acorduri a fost creat Helsinki Watch (care se află la originea organizației non guvernamentale „Human Rights Watch”).

## Statele semnatare
- Austria
- Belgia
- Republica Populară Bulgaria
- Canada
- Republica Socialistă Cehoslovacă
- Cipru
- Danemarca
- Confederația Helvetică
- Finlanda
- Republica Franceză
- Republica Federală Germania
- Republica Democrată Germană
- Grecia
- Irlanda
- Islanda
- Republica Italiană
- Republica Socialistă Federativă Iugoslavia
- Liechtenstein
- Luxemburg
- Malta
- Monaco
- Norvegia
- Țările de Jos
- Republica Populară Polonă
- Portugalia
- Regatul Unit
- Republica Socialistă România
- San Marino
- Sfântul Scaun
- Spania
- Statele Unite ale Americii
- Suedia
- Turcia
- Republica Populară Ungară
- Uniunea Sovietică

## Șefi de state, șefi de guverne și alți lideri ai statelor participante
Statele au fost enumerate în ordinea alfabetului francez.
1. Helmut Schmidt, Cancelarul federal al Republicii Federale Germania
2. Erich Honecker, Președintele Consiliului de Stat al Republicii Democrate Germane
3. Bruno Kreisky, Cancelar al Republicii Austria
4. Leo Tindemans, Prim-ministru al Belgiei
5. Todor Jivkov, Președintele Consiliului de Stat al Republicii Populare Bulgaria
6. Pierre Trudeau, Prim-ministru al Canadei
7. Makarios al III-lea, Președintele Ciprului
8. Anker Jørgensen, Prim-ministru al Danemarcei
9. Carlos Arias Navarro, Prim-ministru al Spaniei
10. Urho Kekkonen, Președintele Finlandei
11. Valéry Giscard d’Estaing, Președintele Republicii Franceze și co-prinț al Andorrei
12. Gerald Ford, Președintele Statelor Unite ale Americii
13. Harold Wilson, Prim-ministru al Regatului Unit
14. Konstantinos Karamanlis, Prim-ministru al Greciei
15. János Kádár, Președintele Consiliului de Miniștri al Republicii Populare Ungare
16. Liam Cosgrave, Prim-ministru al Republicii Irlanda
17. Geir Hallgrímsson, Prim-ministru al Islandei
18. Aldo Moro, Prim-ministru al Republicii Italiene
19. Walter Kieber, Prim-ministru al Liechtensteinului
20. Gaston Thorn, Prim-ministru al Marelui Ducat de Luxembourg
21. Dom Mintoff, Prim-ministru al Maltei
22. André Saint-Mleux, Ministru al Principatului Monaco
23. Trygve Bratteli, Prim-ministru al Norvegiei
24. Joop den Uyl, Prim-ministru al Regatului Țărilor de Jos
25. Edward Gierek, Prim-secretar al Partidului Muncitoresc Unit Polonez
26. Francisco da Costa Gomes, Președintele Portugaliei
27. Nicolae Ceaușescu, Președintele Republicii Socialiste România
28. Gian Luigi Berti, Căpitanul Regent al Republicii San Marino
29. Agostino Casaroli, Cardinal Secretar de Stat al Sfântului Scaun
30. Olof Palme, Prim-ministru al Suediei
31. Pierre Graber, Președintele Confederației Helvetice
32. Gustáv Husák, Președintele Republicii Socialiste Cehoslovace
33. Süleyman Demirel, Prim-ministru al Republicii Turcia
34. Leonid Brejnev, Secretarul General al Partidului Comunist al Uniunii Sovietice
35. Josip Broz Tito, Președintele Republicii Socialiste Federative Iugoslavia.

### Absenți
1. Joan Martí Alanis, Co-prinț al Andorrei și episcop de Urgell
2. Mehmet Shehu, Președintele Consiliului de Miniștri al Republicii Populare Albania.